# Будник
Бýдники (від «буди» — лісові хати, згодом місця виробництва поташу) — лісові промисловці, що випалювали ліси й виробляли вугілля, смолу, а головне — поташ.
Лісові промисли розвинулися в Україні в 16-17 ст. В цей час у зв'язку з посиленням вивозу до Західної Європи польськими магнатами дерева й попелу, з якого виробляли поташ, ліси в Галичині та на Правобережній Україні зазнали величезного нищення.
Будницькі промисли в лісах, які належали містам, були обмежені через привілеї, надані шляхті, що тривали й далеко пізніше.
В кінці 17 століття буди поширилися в північно-східній частині України, найбільше на Чернігівщині.
Одночасно почалося добування смоли й дьогтю в лісах Слобідської України.
У 18 столітті виробництво поташу, сконцентроване в лісових масивах на півночі Лівобережжя, а також у Карпатах, належало до найпоширеніших промислів в Україні. За часів панування Петра І вивіз поташу з України за кордон дозволявся лише через російські порти.
У 19 столітті у зв'язку із занепадом поміщицьких маєтків, постанням модерної промисловості і ростом техніки будницькі промисли швидко занепали.
Більшість населених пунктів з назвою Буда виникли саме на місцях добування поташу в 14-17 ст.
Поташ був потрібен для скляного виробництва, тому дуже часто поблизу буди з'являлись також гути, тобто місця виробництва скла, які часто також перетворювалися в населені пункти.